# Fortezza
Fortezza (Franzensfeste) é uma comuna italiana da região do Trentino-Alto Ádige, província de Bolzano, com cerca de 892 habitantes. Estende-se por uma área de 61 km², tendo uma densidade populacional de 15 hab/km². Faz fronteira com Campo di Trens, Naz-Sciaves, Rio di Pusteria, Sarentino, Varna.
A língua mais falada é o alemão.

## Demografia
| Variação demográfica do município entre 1861 e 2011                               |
|                                                                                   |
| Fonte: Istituto Nazionale di Statistica (ISTAT) - Elaboração gráfica da Wikipedia |